# Campionati del mondo di atletica leggera indoor 2022 - 60 metri ostacoli femminili
La gara dei 60 metri ostacoli femminili dei campionati del mondo di atletica leggera indoor 2022 si è svolta il 19 marzo.

## Podio
| Pos.    | Atleta              | Nazionalità | Tempo |
| ------- | ------------------- | ----------- | ----- |
| Oro     | Cyréna Samba-Mayela | Francia     | 7"78  |
| Argento | Devynne Charlton    | Bahamas     | 7"81  |
| Bronzo  | Gabriele Cunningham | Stati Uniti | 7"87  |

## Situazione pre-gara

### Record
Prima di questa competizione, il record del mondo indoor e il record dei campionati erano i seguenti.
| Record                | Prestazione | Atleta                      | Data e luogo                         | Competizione                     |
| --------------------- | ----------- | --------------------------- | ------------------------------------ | -------------------------------- |
| Record mondiale       | 7"68        | Susanna Kallur Svezia       | 10 febbraio 2008 Karlsruhe, Germania |                                  |
| Record dei campionati | 7"70        | Kendra Harrison Stati Uniti | 3 marzo 2018 Birmingham, Regno Unito | Campionati del mondo indoor 2018 |

### Campionessa in carica
La campionessa mondiale indoor in carica era:
| Campione        | Atleta                      | Prestazione | Data e luogo                         | Competizione                     |
| --------------- | --------------------------- | ----------- | ------------------------------------ | -------------------------------- |
| Mondiale indoor | Kendra Harrison Stati Uniti | 7"70        | 3 marzo 2018 Birmingham, Regno Unito | Campionati del mondo indoor 2018 |

### La stagione
Prima di questa gara, le atlete con le migliori tre prestazioni dell'anno erano:
| Pos. | Atleta                      | Prestazione | Data e luogo                               |
| ---- | --------------------------- | ----------- | ------------------------------------------ |
| 1    | Danielle Williams Giamaica  | 7"75        | 11 febbraio 2022 Clemson, Stati Uniti      |
| 2    | Grace Stark Stati Uniti     | 7"78        | 12 marzo 2022 Birmingham, Stati Uniti      |
| 3    | Kendra Harrison Stati Uniti | 7"81        | 14 gennaio 2022 Clemson, Stati Uniti       |
| 3    | Alia Armstrong Stati Uniti  | 7"81        | 11 febbraio 2022 Fayetteville, Stati Uniti |

## Risultati

### Batterie di qualificazione
Le batterie di qualificazione si sono tenute il 19 marzo a partire dalle ore 9:49.
Passano alle semifinali le prime tre atlete di ogni batteria (Q) e le successive sei atlete più veloci (q).

#### Batteria 1
| Pos | Corsia | Atleta               | Nazionalità   | Tempo       | Note                                     |
| --- | ------ | -------------------- | ------------- | ----------- | ---------------------------------------- |
| 1   | 3      | Cyréna Samba-Mayela  | Francia       | 7"91        | Q                                        |
| 2   | 2      | Ditaji Kambundji     | Svizzera      | 7"97        | Q                                        |
| 3   | 8      | Sarah Lavin          | Irlanda       | 8"03 (.030) | Q                                        |
| 4   | 7      | Mathilde Heltbech    | Danimarca     | 8"07        | q                                        |
| 5   | 5      | Teresa Errandonea    | Spagna        | 8"12        | q                                        |
| 6   | 1      | Megan Marrs          | Gran Bretagna | 8"19 (.181) |                                          |
| 7   | 4      | Sidonie Fiadanantsoa | Madagascar    | 8"21 (.210) | Miglior prestazione personale            |
| 8   | 6      | Lai Yiu Lui          | Hong Kong     | 8"45        | Miglior prestazione personale stagionale |

#### Batteria 2
| Pos | Corsia | Atleta                 | Nazionalità | Tempo       | Note |
| --- | ------ | ---------------------- | ----------- | ----------- | ---- |
| 1   | 2      | Mette Graversgaard     | Danimarca   | 8"08        | Q    |
| 2   | 3      | Maayke Tjin-A-Lim      | Paesi Bassi | 8"11 (.106) | Q    |
| 3   | 4      | Elisa Maria Di Lazzaro | Italia      | 8"16        | Q    |
| 4   | 8      | Ivana Lončarek         | Croazia     | 8"19 (.187) |      |
| 5   | 7      | Kreete Verlin          | Estonia     | 8"22        |      |
| 6   | 6      | Danielle Williams      | Giamaica    | 8"23        |      |
| 7   | 5      | Helena Jiranová        | Rep. Ceca   | 8"25 (.249) |      |

#### Batteria 3
| Pos | Corsia | Atleta                  | Nazionalità | Tempo       | Note   |
| --- | ------ | ----------------------- | ----------- | ----------- | ------ |
| 1   | 7      | Gabriele Cunningham     | Stati Uniti | 7"93        | Q      |
| 2   | 3      | Zoë Sedney              | Paesi Bassi | 7"98        | Q      |
| 3   | 8      | Liz Clay                | Australia   | 7"99        | Q      |
| 4   | 1      | Yoveinny Mota           | Venezuela   | 8"05        | q      |
| 5   | 2      | Vanessa Clerveaux       | Haiti       | 8"10 (.091) | q      |
| 6   | 5      | Viktória Forster        | Slovacchia  | 8"17 (.161) | q      |
| 7   | 6      | Maribel Vanessa Caicedo | Ecuador     | 8"33        |        |
| -   | 4      | Xènia Benach            | Spagna      | dq          | TR16.8 |

#### Batteria 4
| Pos | Corsia | Atleta                     | Nazionalità               | Tempo       | Note |
| --- | ------ | -------------------------- | ------------------------- | ----------- | ---- |
| 1   | 3      | Alaysha Johnson            | Stati Uniti               | 8"03 (.023) | Q    |
| 2   | 2      | Michelle Harrison          | Canada                    | 8"11 (.102) | Q    |
| 3   | 8      | Anamaria Nesteriuc         | Romania                   | 8"13        | Q    |
| 4   | 5      | Anja Lukić                 | Serbia                    | 8"25 (.241) |      |
| 5   | 1      | Vitoria Sena Batista Alves | Brasile                   | 8"65        |      |
| -   | 4      | Deya Erickson              | Isole Vergini Britanniche | dnf         |      |
| -   | 6      | Luca Kozák                 | Ungheria                  | dns         |      |
| -   | 7      | Andrea Carolina Vargas     | Costa Rica                | dns         |      |

#### Batteria 5
| Pos | Corsia | Atleta           | Nazionalità | Tempo       | Note                                     |
| --- | ------ | ---------------- | ----------- | ----------- | ---------------------------------------- |
| 1   | 6      | Devynne Charlton | Bahamas     | 8"02        | Q                                        |
| 2   | 2      | Anne Zagré       | Belgio      | 8"04        | Q                                        |
| 3   | 7      | Julia Wennersten | Svezia      | 8"17 (.169) | Q                                        |
| 4   | 5      | Monika Zapalska  | Germania    | 8"17 (.170) |                                          |
| 5   | 3      | Klaudia Wojtunik | Polonia     | 8"21 (.207) |                                          |
| 6   | 4      | Miho Suzuki      | Giappone    | 8"32        | Miglior prestazione personale stagionale |
| 7   | 8      | Ketiley Batista  | Brasile     | 8"37        | Miglior prestazione personale            |

#### Batteria 6
| Pos | Corsia | Atleta             | Nazionalità | Tempo       | Note |
| --- | ------ | ------------------ | ----------- | ----------- | ---- |
| 1   | 8      | Noemi Zbären       | Svizzera    | 7"95        | Q    |
| 2   | 6      | Ebony Morrison     | Liberia     | 8"09        | Q    |
| 3   | 4      | Britany Anderson   | Giamaica    | 8"10 (.091) | Q    |
| 4   | 3      | Anna Plotitsyna    | Ucraina     | 8"17 (.169) |      |
| 5   | 2      | Mulern Jean        | Haiti       | 8"18        |      |
| 6   | 5      | Natalia Christofi  | Cipro       | 8"20        |      |
| 7   | 7      | Elisavet Pesiridou | Grecia      | 8"30        |      |

### Semifinali
Le semifinali si sono tenute il 19 marzo a partire dalle ore 18:14.
Passano alla finale le prime due atlete di ogni batteria (Q) e le successive due atlete più veloci (q).

#### Semifinale 1
| Pos | Corsia | Atleta             | Nazionalità | Tempo       | Note             |
| --- | ------ | ------------------ | ----------- | ----------- | ---------------- |
| 1   | 4      | Devynne Charlton   | Bahamas     | 7"81        | Q                |
| 2   | 8      | Britany Anderson   | Giamaica    | 7"85 (.842) | Q                |
| 3   | 5      | Noemi Zbären       | Svizzera    | 8"01 (.006) |                  |
| 4   | 6      | Ebony Morrison     | Liberia     | 8"07        | Record nazionale |
| 5   | 3      | Anne Zagré         | Belgio      | 8"08        |                  |
| 6   | 1      | Mathilde Heltbech  | Danimarca   | 8"09 (.084) |                  |
| 7   | 7      | Anamaria Nesteriuc | Romania     | 8"13 (.122) |                  |
| 8   | 2      | Teresa Errandonea  | Spagna      | 8"16        |                  |

#### Semifinale 2
| Pos | Corsia | Atleta              | Nazionalità | Tempo       | Note |
| --- | ------ | ------------------- | ----------- | ----------- | ---- |
| 1   | 3      | Cyréna Samba-Mayela | Francia     | 7"85 (.842) | Q    |
| 2   | 4      | Ditaji Kambundji    | Svizzera    | 7"89        | Q    |
| 3   | 2      | Yoveinny Mota       | Venezuela   | 7"99        | q    |
| 4   | 8      | Liz Clay            | Australia   | 8"01 (.007) |      |
| 5   | 6      | Alaysha Johnson     | Stati Uniti | 8"02        |      |
| 6   | 5      | Maayke Tjin-A-Lim   | Paesi Bassi | 8"13 (.125) |      |
| 7   | 7      | Julia Wennersten    | Svezia      | 8"21        |      |
| 8   | 1      | Anna Plotitsyna     | Ucraina     | 8"22 (.213) |      |

#### Semifinale 3
| Pos | Corsia | Atleta                 | Nazionalità | Tempo       | Note                          |
| --- | ------ | ---------------------- | ----------- | ----------- | ----------------------------- |
| 1   | 5      | Zoë Sedney             | Paesi Bassi | 7"95        | Q                             |
| 2   | 8      | Sarah Lavin            | Irlanda     | 7"97        | Q                             |
| 3   | 3      | Gabriele Cunningham    | Stati Uniti | 8"00        | q                             |
| 4   | 6      | Mette Graversgaard     | Danimarca   | 8"03        |                               |
| 5   | 4      | Michelle Harrison      | Canada      | 8"09 (.084) | Miglior prestazione personale |
| 6   | 7      | Elisa Maria Di Lazzaro | Italia      | 8"11        | =                             |
| 7   | 1      | Vanessa Clerveaux      | Haiti       | 8"15        |                               |
| 8   | 2      | Viktória Forster       | Slovacchia  | 8"22 (.215) |                               |

### Finale
La finale diretta si è tenuta il 19 marzo alle ore 21:08.
| Pos | Corsia | Atleta              | Nazionalità | Tempo | Note             |
| --- | ------ | ------------------- | ----------- | ----- | ---------------- |
|     | 5      | Cyréna Samba-Mayela | Francia     | 7"78  | Record nazionale |
|     | 4      | Devynne Charlton    | Bahamas     | 7"81  | =                |
|     | 2      | Gabriele Cunningham | Stati Uniti | 7"87  |                  |
| 4   | 3      | Britany Anderson    | Giamaica    | 7"96  |                  |
| 5   | 1      | Yoveinny Mota       | Venezuela   | 8"05  |                  |
| 6   | 6      | Zoë Sedney          | Paesi Bassi | 8"07  |                  |
| 7   | 7      | Sarah Lavin         | Irlanda     | 8"09  |                  |
| -   | 8      | Ditaji Kambundji    | Svizzera    | dnf   |                  |